# Kromosom 6
Kromosom 6 är ett av de 23 kromosomparen hos människor. Människor har normalt två kopior av detta kromosom. Kromosom 6 sträcker sig över mer än 172 miljoner baspar (byggmaterialet för DNA) och representerar mellan 5,5 och 6% av det totala DNA:t i celler. Det innehåller det stora histokompatibilitetskomplexet, som innehåller över 100 gener relaterade till immunsvaret, och spelar en avgörande roll vid organtransplantation.

## Utvecklingen av människans centromer 6
Centromeren på kromosom 6 illustrerar ett intressant exempel på centromerutveckling. Det var känt att i en Catarrhini-anka var kromosom 6-centromeren belägen nära position 26 Mb av det moderna mänskliga kromosomet. I Macaca mulatta blev denna gamla centromer obrukbar och ompositionerades till en annan kromosomal plats. I människans fall blev den gamla centromeren obrukbar och en mer nyligen form uppstod nära den moderna positionen av människans cen6 (storlek på 60 Mb). Sådana fall är kända som Evolutionary New Centromeres (ENC). Detta monteringsfenomen av människans kromosom 6 ger forskare möjlighet att undersöka ursprunget till ENC på kromosom 6.

## Gener
Det mänskliga leukocytantigenet ligger på kromosom 6, med undantag för genen för β2-mikroglobulin (som ligger på kromosom 15), och kodar för cell-ytantigen-presenterande proteiner bland andra funktioner.

## Antal gener
År 2003 annoterades hela kromosom 6 manuellt för proteiner, vilket resulterade i identifieringen av 1 557 gener och 633 pseudogener.